# Annelise Coberger
Annelise Coberger (Christchurch, 16 de septiembre de 1971) es una deportista neozelandesa que compitió en esquí alpino.

## Trayectoria
Participó en dos Juegos Olímpicos de Invierno, en los años 1992 y 1994, obteniendo una medalla de plata en Albertville 1992, en la prueba de eslalon.
En la Copa del Mundo consiguió una victoria y ocho podios en total.
En 1992 fue nombrada «Deportista femenina del año» en los Premios Halberg de su país. En 2003 fue admitida en el Salón de la Fama del Deporte de Nueva Zelanda.
Obtuvo el Diploma en Estudios Deportivos (DipSpSt) en la Universidad de Otago.

## Palmarés internacional
| Juegos Olímpicos | Juegos Olímpicos      | Juegos Olímpicos | Juegos Olímpicos |
| Año              | Lugar                 | Medalla          | Prueba           |
| ---------------- | --------------------- | ---------------- | ---------------- |
| 1992             | Albertville (Francia) | Medalla de plata | Eslalon          |